# Армин Майвес
Армин Майвес (на немски: Armin Meiwes) е германски компютърен техник по ремонта, който получава световна известност с убийството и консумирането на доброволна жертва, която открива чрез обява в интернет.
Заради действията си е наричан Канибалът от Ротенбург или Главният месар (Der Metzgermeister).

## Биография
Майвес е роден на 1 декември 1961 г. в Есен, тогава Западна Германия. Родителите му се развеждат, когато е на 8 години. Той живее с тираничната си майка, която го кара да върши мръсната работа по къщата. След нейната смърт през 1999 г., Майвес живее сам в имение от 30 стаи в Ротенбург на Фулда, близо до Касел.

## Убийство и канибализъм
Търсейки доброволна жертва, Майвес публикува реклама на уеб сайта The Cannibal Cafe (блог сайт за хора с канибалски фетиши). Постът на Майвес заявява, че „търси добре строен на възраст от 18 до 30 години, който да бъде заклан и след това консумиран“. Бернд Юрген Армандо Брандес, компютърен инженер от Берлин, отговаря на обявата през март 2001 г., след като и други хора го правят, но се отказват. Майвес не се опитва да ги принуди да направят нищо против волята им.
Двамата правят видеозапис, когато се срещат на 9 март 2001 г. в дома на Майвес в малкия град Ротенбург на Фулда. В записа се вижда как Майвес отрязва пениса на Брандес (със съгласието му) и двамата мъже се опитват да го изядат заедно, преди смъртта на Брандес. Преди да направи това, Брандес гълта 20 хапчета за сън и половин бутилка шнапс. Брандес първоначално настоява Майвес да се опита да отхапе пениса му. Това не се получава и в крайна сметка Майвес използва нож, за да го премахне. Брандес се опитва да изяде част от собствения си пенис суров, но не може, защото е прекалено твърд, като го нарича, „жилав“. Майвес пърже пениса в тиган със сол, черен пипер, вино и чесън, но е твърде изгорен, за да бъде консумиран. След това, той нарязва пениса и го дава на кучето си. Според служители на съда, които са гледали видеоклипа (който не е оповестен публично), Брандес може би вече е бил твърде отслабен от загубата на кръв, за да яде от пениса си.
След това Майвес завлича Брандес до ваната, преди да чете книга „Стар Трек“, докато наглежда Брандес на всеки 15 минути, през което време Брандес лежи в банята. По-късно Брандес излиза от банята и се свлича, изпадайки в безсъзнание, поради загуба на кръв. След това Майвес твърди, че го е влачил горе. Брандес продължава да е в съзнание, преди да припадне отново. След дълго колебание и молитва, Майвес убива Брандес, като го намушква в гърлото, след което окачва тялото на кука за месо. Инцидентът се записва на четиричасова видеокасета. Майвес яде от трупа през следващите 10 месеца, като съхранява части от тялото във фризера си под кутии за пица и е консумирал до 20 килограма плът. Според прокурорите, Майвес е извършил деянието за сексуално удоволствие.

## Арестуване и осъдителна присъда
Майвес е арестуван през декември 2002 г., когато студент подава сигнал до властите за нови обяви за жертви онлайн. Следователите претърсват дома му и намират части от тялото и видеокасета с убийството.
На 30 януари 2004 г. Майвес е осъден за убийство на 8,5 години затвор. Делото привлича значително медийно внимание.
Майвес признава, че е изял Брандес и изразява съжаление за действията си. Той добавя, че иска да напише книга за живота си с цел да възпре всеки, който иска да следва стъпките му. Уебсайтове, посветени на Майвес се появяват, като хора търсят доброволни жертви. „Те трябва да отидат на лечение, така че това да не ескалира, както стана с мен“, казва Майвес. Докато е в затвора, той става вегетарианец. Майвес смята, че в Германия има около 800 канибали.

### Ново обвинение за убийство
През април 2005 г. германски съд разпорежда ново разглеждане, след като прокурорите обжалват присъдата на Майвес като твърдят, че той трябва да бъде осъден за убийство, защото е убил за сексуално удовлетворение, мотив, доказан от негов видеозапис на престъплението. Съдът постановява, че първоначалният процес е пренебрегнал значението на видеото, за да се опровергае аргументът, че Майвес само е убил, защото бил помолен да го направи.
При повторното му разглеждане психологът заявява, че Майвес може да извърши отново престъпление и все още „има фантазии за поглъщане на плът на млади хора“. На 10 май 2006 г. съд във Франкфурт осъжда Майвес за убийство на доживотен затвор.

## В попкултурата

### Филми
- An Appetite for Bernard Brady (2005) – късометражен филм, режисиран от Крис Мангано се базира на случая, но стриктно възприема гледната точка на жертвата, с идеята да бъде изяден. Филмът е номиниран за множество награди „Трейси“ на Университетската академия за филмова и фотография на Държавния университет в Монтана и печели награди за най-добър филм, най-добър актьор, най-добър сценарий и аудитория. Филмът печели и наградата за избор на аудитория за студентския филмов фестивал в Сиатъл.
- Grimm Love (немско заглавие: Rohtenburg, 2006) – игрален филм, режисиран от Мартин Уайз и с участието на Кери Ръсел, е забранен в Германия,[17] след като Армин Майвес се оплаква, че неговите лични права са били нарушени.[18] Впоследствие тази забрана е отменена от най-висшия граждански съд в Германия след обжалване.[19] Филмът е носител на множество награди на фестивала Cine de Sitges 2006, включително най-добър режисьор, най-добър актьор и най-добра кинематография.
- Канибалът (2006) – филм на ужасите, базиран на Майвес и Брандес, макар героите да нямат имена. Филмът е режисиран и продуциран от Мариан Дора и е забранен в Германия.[20]

Други филми, които се основават на случая, включват: Dein Herz in Meinem Hirn (Твоето сърце в моя мозък) и Diary of a Cannibal.
Сюжетът на австралийския трилър Feed (2006) има много прилики със случая.

### Музика
- Шведската дет метъл група Bloodbath пише песента Eaten, която изказва желанието на Бернд Юрген Армандо Брандес да бъде изяден жив, докато гледа деянието.
- Рок музикантът Мерилин Менсън посочва Майвес като вдъхновение в заглавието на своя албум Eat Me, Drink Me (2007).
- Германската индъстриъл метъл група Rammstein издава през 2004 г. песента "Mein Teil", която конкретно се позовава на историята с Майвес. MTV Германия ограничава излъчването на видеото след 23:00 часа.[21]